# Cultura Tambora

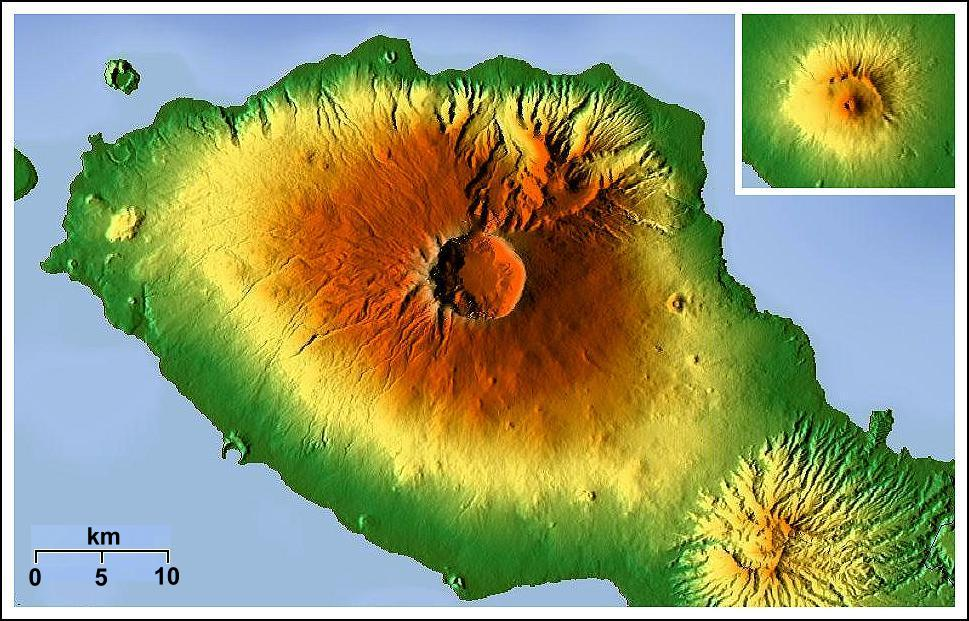
Comparación de tamaños Tambora - Vesubio.

Tambora fue un pueblo y cultura extinta, que habitó en la isla de Sumbawa, la cual está cubierta de cenizas y flujos piroclásticos después de la erupción del volcán Tambora de 1815. El pueblo tuvo cerca de 10 000 habitantes. Los científicos desenterraron el yacimiento descubrieron cerámica, cuencos de bronce, botellas de vidrio, y casas y aldeanos sepultados por las cenizas de una forma similar a las víctimas de Pompeya. Los científicos creen que las costumbres e idioma de esta cultura fueron eliminados. Este pueblo fue visitado por exploradores occidentales, poco antes de su extinción. Se cree que tenían vínculos comerciales con Indochina, ya que sus cerámica tiene fuertes similitudes con las halladas en Vietnam.

## Investigaciones arqueológicas desde 2004
En verano de 2004, un equipo de investigadores de la Universidad de Rhode Island, la Universidad de Carolina del Norte en Wilmington, y el Directorio de Vulcanología de Indonesia, dirigido por Haraldur Sigurdsson, dieron inicio a una excavación arqueológica en Tambora. Durante 6 semanas, el equipo desenterró la primera evidencia de una cultura perdida, que permanecía sepultada por las cenizas ocasionadas por la erupción del volcán Tambora. El sitio está localizado aproximadamente a 25 km al oeste de la caldera volcánica, en las profundidades de la jungla, y a 5 km desde la costa. El equipo tuvo que cavar un depósito de piedra pumita y ceniza volcánica de 3 metros de espesor.
El equipo utilizó un georradar para localizar una pequeña casa enterrada. Excavaron la casa, en donde descubrieron los restos de dos adultos, así como cuencos de bronce, ollas de cerámica, herramientas de hierro y otros artefactos. El diseño y la decoración de los artefactos tiene similitudes con artefactos antiguos de Vietnam y Camboya. Las pruebas realizadas mediante una técnica de carbonización revelaron que estos objetos estaban compuestos de carbón vegetal, formados por el calor del magma. Los dos adultos y la casa están conservados como estaban en 1815. Sigurdsson bautizó el sitio como la Pompeya del Este. Con base en los artefactos encontrados, que estaban principalmente hechos de bronce, el equipo concluyó que este no era un pueblo pobre. La evidencia histórica indica que los habitantes de la isla de Sumbawa eran conocidos en las Indias Orientales por su miel, caballos, madera de sappan para producir tinte rojo, y sándalo, el cual fue usado para fabricar incienso y medicamentos. Desde el punto de vista agrícola, se cree que el sitio tuvo una fuerte productividad, debido a la fertilidad del sitio.
Los hallazgos arqueológicos sugieren que hubo una cultura en Sumbawa que fue aniquilada por completo por la erupción de 1815. El título El Reino Perdido de Tambora fue acuñado por medios de comunicación. Con este descubrimiento, Sigurdsson tenía pensado regresar a Tambora en 2007 para encontrar el resto de las aldeas, y si es posible, encontrar un palacio.